# Мустафич, Ибран
Ибран Мустафич (родился 25 июля 1960 г.) — боснийский политик из Партии демократического действия (ПДД) и бывший военнослужащий боснийской армии. Он является автором Planirani Haos 1990—1996 («Планируемый хаос») — книги о событиях в осажденной Сребренице во время Боснийской войны. Он был арестован в 1996 году властями Республики Сербской как третий в списке преступников, совершивших военные преступления в Сребренице. РС хотела обменять его на Алексу Крсмановича. Через год его освободили.
Мустафич обвинил боснийское руководство в том, что оно отдало приказ о нападениях на сербов в зоне безопасности ООН, поэтому любые ответные действия сербов привели бы мусульман «к катастрофе». Он также утверждает, что администрация Клинтона была замешана в резне в Сребренице, наблюдая за ней и не делая ничего, чтобы остановить её. В 2008 году на него напали и избили неизвестные молодые люди в Сребренице.